# John Wayne
John Wayne, kunstnernavn for Marion Michael Morrison (født Marion Michael Morrison; 26. maj 1907, død 11. juni 1979) var en amerikansk film skuespiller, -instruktør og -producer.
I første halvdel af 1920'erne arbejdede Wayne som bi-rolle skuespiller på forskellige stumfilmswesterns. Her mødte han selveste Wyatt Earp, legenden fra Amerikas Vilde Vesten.[kilde mangler]
Hans gennembrudsfilm var Diligencen fra 1939, instrueret af John Ford, som han siden var knyttet til som dennes foretrukne stjerne. Således havde Wayne hos Ford hovedroller i bl.a. Kavaleriets gule bånd (1949), Den tavse mand (1952), Forfølgeren (1956), Manden der skød Liberty Valence (1962, i samspil med James Stewart) og Fire tapre sønner (1965, i samspil med Dean Martin).
John Wayne var indbegrebet af westerngenren, hvor han også havde sin styrke som en perfekt type til de roller. Han blev også meget brugt af Howard Hawks, bl.a. i Rio Bravo fra 1959, her i samspil med Dean Martin og sangeren Ricky Nelson, og El Dorado fra 1966, her i samspil med Robert Mitchum og en meget ung James Caan. Waynes store drøm var i mange år at filmatisere kampen om Alamo, en drøm som gik i opfyldelse i 1960 i Alamo med ham selv som instruktør og producer og skuespiller. Han havde en lille rolle i filmen Den længste dag, som var den film som indeholdt flest kendte skuespillere på den tid (1969), bl.a. Richard Burton, Robert Mitchum og Trevor Howard.
Wayne var stærkt højreorienteret i sine holdninger og fik kritik bl.a. for sin deltagelse i senator Joseph McCarthys jagt på de venstreorienterede i 1950'erne, og da modstanden mod Vietnamkrigen var på sin højeste, instruerede han i 1968 De grønne baretter med sig selv i hovedrollen. Den forsvarede krigen og fremkaldte derfor voldsomme demonstrationer de steder, den fik premiere.
Til gengæld modtog han sin første Oscar i 1970 for rollen som en fordrukken bulderbasse af en sherif i De frygtløse (engelsk True Grit) fra 1969, en rolle der fik en sequel i Sheriffen og pebermøen (Rooster Cogburn (...and the Lady)) fra 1975, hvor han spillede sammen med Katharine Hepburn. John Wayne blev yderligere belønnet med en æres-Oscar i 1979, inden mavekræft tog livet af ham.

## Privatliv
Wayne var gift tre gange og skilt to gange. Hans hustruer var Josephine Alicia Saenz, Esperanza Baur og Pilar Pallete.
Han havde fire børn med Josephine Saenz:
- Michael Wayne (filmproducer – 23. november 1934 – 2. april 2003)
- Mary Antonia "Toni" Wayne LaCava (25. februar 1936 – 6. december 2000)
- Patrick Wayne (skuespiller – født 15. juli 1939)
- Melinda Wayne Munoz (født 3. december 1940)

og tre med Pilar Pallete:
- Aïssa Wayne (skuespiller, nu advokat – født 31. marts 1956)
- John Ethan Wayne (skuespiller – født 22. februar 1962)
- Marisa Wayne (skuespiller – født 22. februar 1966)